# أندرو سميث (لاعب كرة الريشة)
أندرو سميث (بالإنجليزية: Andrew Smith)‏ هو لاعب كرة الريشة بريطاني، ولد في 3 يونيو 1984 في بورتسموث في المملكة المتحدة.

## وصلات خارجية
- أندرو سميث على موقع BWF.tournamentsoftware.com (الإنجليزية)
- أندرو سميث على موقع BWFbadminton.com (الإنجليزية)
- أندرو سميث على موقع اللجنة الأولمبية الدولية (الإنجليزية)
- أندرو سميث على موقع أوليمبيديا (الإنجليزية)
- أندرو سميث على موقع اللجنة الأولمبية البريطانية (الإنجليزية)